# Tarachidia albisecta
Tarachidia albisecta är en fjärilsart som beskrevs av George Francis Hampson 1910. Tarachidia albisecta ingår i släktet Tarachidia och familjen nattflyn. Inga underarter finns listade i Catalogue of Life.